# 87ノース・プロダクションズ
87ノース・プロダクションズ（英語: 87North Productions）は、デヴィッド・リーチとKelly McCormickによって設立された、アクション映画の制作に特化したアメリカ合衆国の映画制作会社である。

## 概要
同制作会社による主な映画作品には、ボブ・オデンカーク主演の『Mr.ノーバディ』や、D・リーチ自身が監督したブラッド・ピット主演の『ブレット・トレイン』などがある。テレビ関係では、2020年現在、D・リーチとKelly McCormickが、人気ビデオゲームシリーズの『My Friend Pedro』を原作にした作品など、いくつかの企画を開発中である。
ユニバーサル・ピクチャーズとのファーストルック契約により、同社は2022年現在、Kelly McCormickとD・リーチは、リーチ自身が監督を務め、ライアン・ゴズリングとエミリー・ブラントを主役に起用した、1980年代のテレビ番組を映画化した『ザ・フォール・ガイ』を製作するためのプリプロダクションを進めている。

## 沿革
2019年4月22日、David LeitchとKelly McCormickはユニバーサル・ピクチャーズとの共同事業として87 North Productionsを設立し、その過程でSTXエンターテインメントから2021年の映画『Mr.ノーバディ』の権利を取得した。

## 進行中の企画
ユニバーサル・ピクチャーズで進行中の同社の企画には、アクションスリラー映画の続編『Nobody 2』や1970年代の武術ウェスタンを再構築した『Kung Fu』、ユニバーサル・スタジオのAlex Litvak & Michael Finchによる『Versus』などがある。また、Amazon向けにKat Woodが脚本を担当する女性暗殺者アクション映画『Ruby』や、Amblin製作のもと、過酷なオフロード耐久レースで優勝した最初で唯一の女性であるユタ・クラインシュミットの人生を描く『Dakar Rally』も進行中である。
テレビ向けには、LeitchとMcCormickが、大人気ビデオゲームをベースにした『My Friend Pedro』など、いくつかの企画が進行中となっている。

## 制作作品

### 映画
| 年   | 題名                               | 監督                             | 配給会社                   | 製作費        | 興行収入       |
| ---- | ---------------------------------- | -------------------------------- | -------------------------- | ------------- | -------------- |
| 2021 | Mr.ノーバディ Nobody               | イリヤ・ナイシュラー（英語版）   | ユニバーサル・ピクチャーズ | $16 million   | $57.2 million  |
| 2021 | ケイト Kate                        | セドリック・ニコラス＝トロイアン | Netflix                    | $25 million   |                |
| 2022 | ブレット・トレイン Bullet Train    | デヴィッド・リーチ               | ソニー・ピクチャーズ       | $85.9 million | $235.1 million |
| 2022 | バイオレント・ナイト Violent Night | トミー・ウィルコラ               | ユニバーサル・ピクチャーズ | $20 million   | $74 million    |
| 2024 | フォールガイ The Fall Guy          | デヴィッド・リーチ               | ユニバーサル・ピクチャーズ |               |                |
| TBA  | RUNNER                             | ウェス・ボール                   | ユニバーサル・ピクチャーズ |               |                |
| TBA  | With Love                          | TBA                              | TBA                        |               |                |